# حاکم چنگ چین
حاکم چنگ از چین (به چینی: 秦康公؛ مرگ ۶۶۰ پ. م)؛ فرمانروای ایالت چین در دودمان ژو از ۶۶۳ پ. م تا ۶۶۰ پ. م بود. ایالت چین در آینده همه کشور چین را یکپارچه ساخت و تبدیل به دودمان چین شد. نام اجدادی او یینگ (嬴) و حاکم چنگ نام پسامرگ او بود.
حاکم چنگ دومین پسر از سه پسر پدرش حاکم ده چین بود. برادر بزرگتر او حاکم شوآن چین در سال ۶۷۶ پ. م جانشین پدرش به عنوان حاکم چین شد. اما هنگامی که حاکم شوآنن در سال ۶۶۴ پ. م درگذشت، به جای یکی از نه پسرش، تاج و تخت را به حاکم چنگ سپرد. هنگامی که حاکم چنگ چهار سال بعد درگذشت، او نیز همین کار را کرد و باوجود هفت پسر تاج و تخت را به برادر سوم حاکم مو چین سپرد.